# Valentin Émile Berthélemy
Valentin Émile Berthélemy, né le 27 septembre 1855 à Rouen et mort le 21 septembre 1928 à Saon, est un artiste peintre français.

## Biographie

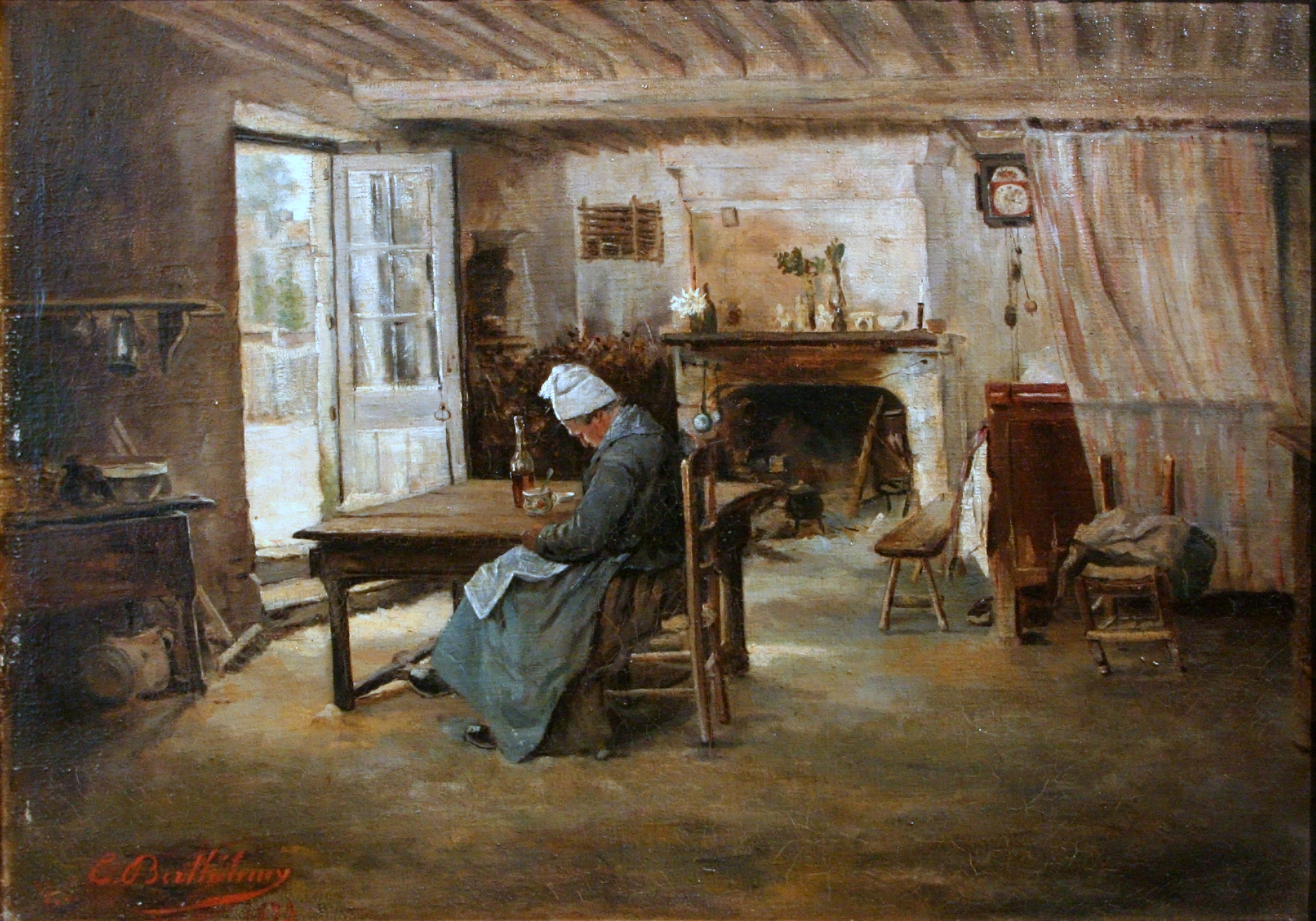
Valentin-Émile Berthélemy, Après le café.

Valentin Émile Berthélemy est le fils de Pierre-Émile Berthélemy, artiste peintre, et de Mélanie Elise Landrin.
Son père lui enseigne les rudiments de la peinture, puis il continue son apprentissage auprès de Gustave Boulanger et Jean-Léon Gérôme.
Il obtient en 1908 le prix Raigecourt-Goyon.
En 1883, il participe au concours régional de Caen en proposant deux toiles.
En 1886, il épouse à Paris Berthe Louise Didiez, le peintre Félix-Joseph Barrias est témoin du mariage.
En 1908, il devient peintre officiel de la Marine.
Il meurt à l'âge de 72 ans.